# Tineodidae
Tineodidae (Meyrick, 1885) è una famiglia di lepidotteri presente in Asia e Oceania con 19 specie.

## Descrizione
Si tratta di piccole falene caratterizzate da una peculiare struttura delle ali, che in alcune specie si presentano suddivise in due lobi, in modo similare a quanto si osserva negli Alucitidae e negli Pterophoridae.
Sono considerati probabili caratteri autapomorfici (comuni anche agli Alucitidae): 1) la presenza dei segmenti I-IV non mobili nella pupa; 2) la perdita della nervatura CuP, sia nelle ali anteriori, sia in quelle posteriori; 3) il secondo sternite addominale che presenta posteriormente delle venule convergenti a formare una sorta di "V".
Anche la presenza di fasce anteriori munite di spinule sui tergiti addominali II-VII è stata proposta quale ulteriore caratteristica distintiva, ma poiché si incontra tale peculiarità anche in Thambotricha vates, un Epermeniidae basale della Nuova Zelanda, non è ancora chiaro se tale carattere possa essere considerato apomorfico all'interno degli Apoditrysia (il clade che comprende, tra gli altri, anche Alucitoidea ed Epermenioidea).
Ulteriori apomorfie proposte sono: il processo sul submentum della larva (frequente nei Copromorphoidea), il gruppo di setole primarie laterali (L) sul protorace e la mancanza di spinule sull'addome della pupa.

### Adulto

#### Capo
Il capo è di regola glabro, ma può presentare dei "ciuffi" di scaglie piliformi, posizionati anteriormente.
Gli ocelli possono essere molto sviluppati, come nel caso di Tineodes, mentre i chaetosemata sono sempre assenti.
Nell'apparato boccale, i palpi mascellari sono costituiti da un massimo di quattro articoli. I palpi labiali sono moderatamente lunghi e diritti (insolitamente lunghi in Tineodes), La spirotromba è totalmente priva di scaglie anche nella parte basale, come negli Alucitidae.
Le antenne sono di regola filiformi in entrambi i sessi, ma con lunghezza molto variabile (dai due terzi dell'ala anteriore fino a oltre l'intera lunghezza), e nei maschi possono essere ciliate.

#### Torace
Non sono presenti organi timpanici posti sui somiti del torace.
Le zampe sono lunghe e sottili, spesso con robusti speroni tibiali e le tibie delle zampe posteriori sono praticamente glabre; l'epifisi è sempre presente, così come negli Alucitidae, e la formula degli speroni tibiali è 0-2-4, in alcuni generi 0-2-2.
A differenza di quanto si osserva negli Alucitidae, in questa famiglia le ali possono essere intere o al massimo bilobate. Pterostigma e CuP sono assenti, come pure la spinarea.
Le nervature alari variano molto da un genere all'altro, e si osserva una forte riduzione del numero delle venature soprattutto nelle specie con ali più strette: in alcuni casi rimangono le vestigia di M nella cellula discale; in altri casi, da quest'ultima le venature da R1 a CuA2 dipartono tutte separatamente (ad es. in Palaeodes), mentre in Oxychirota, un ramo di R è assente; in altri casi, le nervature alari possono essere parzialmente o totalmente assenti.
Il frenulum della femmina è costituito da 1-3 setole, mentre quello del maschio è a singola setola Il retinaculum è rappresentato a sua volta da una serie di setole uncinate disposte lungo Sc, nell'ala anteriore del maschio, oppure da una serie di lunghe scaglie piliformi disposte lungo Sc, nella femmina.
L'apertura alare è compresa tra 10 e 34 mm.

#### Addome
L'addome appare lungo, affusolato e munito, sul II sternite, di apodemi ben sviluppati, come si possono osservare nei Tortricoidea. Come negli Alucitidae, il II sternite addominale presenta un sistema di venature convergenti "a V", in direzione caudale.
Sui tergiti III-VI, o in alcuni casi II-VII, si osservano strette bande anteriori costituite da minute spinule.
Nell'apparato genitale maschile, l'uncus può essere allungato e sottile, oppure breve e tozzo, o talvolta bifido; lo gnathos può essere assente, come pure i transtilla. Le gonapofisi sono semplici e allungate, talvolta munite di un piccolo sacculus. Il vinculum è di struttura semplice, benché la juxta riveli un paio di robusti lobi laterali che reggono diverse setae. L'edeago presenta un coecum penis, ma mancano i cornuti.
Nel genitale femminile, il ductus bursae è affusolato e membranoso, come pure il corpus bursae, che rivela un robusto signum di struttura triangolare.

### Larva
Le larve di alcuni generi di Tineodidae non sono ancora state descritte.
Il bruco appare tozzo, con capo semiprognato e sei stemmata per lato; è contraddistinto dalla presenza di un processo retto dal submentum.
Le pseudozampe sono alquanto allungate e provviste di uncini disposti in un singolo ordine, a formare un cerchio più o meno completo. Gli stigmi sono piccoli e tondeggianti, un po' più grandi nel protorace e nell'VIII segmento addominale.
Le setole laterali L1 ed L2 si trovano su un singolo pinaculum nei segmenti addominali I-VIII, mentre L3 si trova in posizione più caudale. Le setole subventrali (SV) sono tre dal I al VI segmento addominale, mentre si riducono a due nel VII e a una sola nell'VIII e nel IX segmento addominale; le setole dorsali D1 e D2 sono rette da un unico pinaculum, mentre una singola setola semidorsale SD1 è molto lunga è sorretta da un proprio pinaculum.
Non sono presenti setole secondarie, ma il corpo è densamente ricoperto di spinule, tranne sulle zone più marcatamente sclerificate della cuticola.

### Pupa
La pupa è alquanto sottile e provvista di appendici unite tra loro e rispetto al corpo.
Il capo rivela robusti lobi piliferi, mentre i palpi mascellari sono assenti solo in alcuni generi. La proboscide è molto allungata, tanto da raggiungere l'estremità delle ali.
I segmenti addominali I-IV sono immobili come negli Alucitidae e gli stigmi sono piccoli e tondeggianti. L'addome si mostra privo di spinule sulla superficie dorsale.
Il cremaster è assente, ma il X segmento addominale regge un gruppo di circa sei robuste setole uncinate.

## Biologia

### Ciclo biologico
Dopo la fecondazione, le uova sono deposte singolarmente nei tessuti della pianta nutrice.
L'impupamento avviene all'interno di un bozzolo sericeo; gli adulti della maggior parte delle specie sono mobili durante la notte o al più al crepuscolo; in alcuni casi, gli adulti si riposano rimanendo con le ali distese e il corpo sollevato sulle lunghe zampe; se vengono disturbati, iniziano a spostarsi ritmicamente avanti e indietro, alzando e abbassando le ali a più riprese. In Tineodes le ali anteriori si sovrappongono a quelle posteriori.

### Alimentazione
Si conosce solo un numero limitato di piante nutrici per le specie di Tineodidae:
- Acanthaceae Miq., 1845
  - Avicennia L., 1753
    - Avicennia marina (Forssk.) Vierh., 1907
- Oleaceae Hoffmanns. & Link, 1809
  - Jasminum L., 1753
    - Jasminum simplicifolium G.Forst., 1786
- Phyllanthaceae Martinov, 1820
  - Glochidion J.R.Forst. & G.Forst., 1775
    - Glochidion ferdinandii (Müll.Arg.) F.M.Bailey, 1902

## Distribuzione e habitat
I Tineodidae sono diffusi nelle sole ecozone orientale e australasiana, con l'unica eccezione del genere Tephroniopsis, presente in Iran (Paleartico).

## Tassonomia
I Tineodidae furono inseriti in passato nei Pyraloidea e negli Pterophoroidea, prima di confluire negli Alucitoidea assieme agli Alucitidae.
Nel 2015, Heikkilä et al., a seguito di studi molecolari, hanno proposto di trasformare Tineodidae in un mero sinonimo di Alucitidae.

### Generi
La famiglia Tineodidae comprende 11 generi per un totale di 19 specie, diffuse nelle ecozone paleartica, Indomalese e australasiana:
- Anomima Turner, 1922 - Proc. R. Soc. Vict. (n.s.) 35: 55 (1 specie; Australasia)[15]
- Cenoloba Walsingham, 1885 - Ent. mon. Mag. 21: 176 (4 specie; Indomalesia e Australasia)[16]
- Epharpastis Meyrick, 1887 - Trans. Ent. Soc. Lond. 1887: 203 (1 specie; Australasia)[17]
- Euthesaura Turner, 1922 - Proc. R. Soc. Vict. (n.s.) 35: 55 [chiave], 57 (2 specie; Australasia)[15]
- Euthrausta Turner, 1922 - Proc. R. Soc. Vict. (n.s.) 35: 55 [chiave], 59 (3 specie; Australasia)[15]
- Neoxychirota Clarke, 1986 - Smithson. Contr. Zool. (No. 416): 14 (1 specie; Australasia)[18]
- Oxychirota Meyrick, 1885 - Trans. Ent. Soc. Lond. 1885: 438 (3 specie; Indomalesia e Australasia)[1]
- Palaeodes Hampson, 1913 - Ann. Mag. nat. Hist. (8) 12: 318 (1 specie, Australasia)[19]
- Tanycnema Turner, 1922 - Proc. R. Soc. Vict. (n.s.) 35: 55 [chiave], 56 (1 specie; Australasia)[15]
- Tephroniopsis Amsel, 1961 - Ark. Zool. (2) 13(17): 402 (1 specie; Paleartico)[20]
- Tineodes Guenée, 1854 - in Boisduval & Guenée, Hist. nat. Ins. 8: 236 (1 specie; Australasia)[21] (genere tipo)

### Sinonimi
È stato riportato un solo sinonimo
- Oxychirotidae Meyrick, 1885 - Trans. ent. Soc. Lond. 1885: 437[1] - genere tipo: Oxychirota Meyrick, 1885 - Trans. ent. Soc. Lond. 1885: 438[1]

## Conservazione
Nessuna specie appartenente a questa famiglia è stata inserita nella Lista rossa IUCN.

### Pubblicazioni
- (DE) Amsel, H. G., Die Microlepidopteren der Brandt'schen Iran-Ausbeute 5. Teil, in Arkiv för Zoologi, vol. 13, n. 17, Stoccolma, P.A. Norstedt & Soner, 1961,  pp. 323-445, ISSN 0004-2110 (WC · ACNP), LCCN 05015471, OCLC 923157829.
- (EN) Brock, J. P., A contribution towards an understanding of the morphology and phylogeny of the Ditrysian Lepidoptera (abstract), in Journal of Natural History, vol. 5, n. 1, Londra, Taylor & Francis, 1971,  pp. 29-102, DOI:10.1080/00222937100770031, ISSN 0022-2933 (WC · ACNP), LCCN 68007383, OCLC 363169739.
- (EN) Busck, A., On the classification of the Microlepidoptera, in Proceedings of the Entomological Society of Washington, vol. 16, n. 2, Washington, 16 giugno 1914,  pp. 46-54, ISSN 0013-8797 (WC · ACNP), LCCN 08018808, OCLC 630167895.
- (EN) Busck, A., On the female genitalia of the Microlepidoptera and their importance in the classification and determination of these moths, in Bulletin of the Brooklyn Entomological Society, vol. 26, Lancaster, Pa., 1931,  pp. 199-216, ISSN 1051-8940 (WC · ACNP), LCCN 90000415, OCLC 22146677.
- (EN) Clarke, J. F. G., Pyralidae and Microlepidoptera of the Marquesas Archipelago (PDF), in Smithsonian Contribution to Zoology, vol. 416, Washington D.C., Smithsonian Institution Press, 1986,  pp. 1-485, DOI:10.5479/si.00810282.416, ISSN 1943-6696 (WC · ACNP), LCCN 85600124, OCLC 12163089.
- (EN) Common, I. F. B., Evolution and Classification of the Lepidoptera (abstract), in Annual Review of Entomology, vol. 20, Palo Alto, California, Entomological Society of America, gennaio 1975,  pp. 183-203, DOI:10.1146/annurev.en.20.010175.001151, ISSN 0066-4170 (WC · ACNP), LCCN 56005750, OCLC 1321134. URL consultato il 18 novembre 2016 (archiviato dall'url originale il 3 febbraio 2019).
- (EN) Dugdale, J. S., Female Genital Configuration in the Classification of Lepidoptera (PDF), in New Zealand Journal of Zoology, vol. 1, n. 2, Wellington, 1974,  pp. 127-146, DOI:10.1080/03014223.1974.9517821, ISSN 1175-8821 (WC · ACNP), OCLC 60524666.
- (EN) Hampson, G. F., Descriptions of new Species of Pyralidaæ of the Subfamily Pyraustinæ (PDF), in The Annals and Magazine of natural History, 12 (VIII serie), Londra, Taylor and Francis, Ltd., 1913,  pp. 299-319, ISSN 0374-5481 (WC · ACNP), LCCN sn86012506, OCLC 1481361.
- (EN) Heikkilä, M., Mutanen, M., Wahlberg, N., Sihvonen, P., Kaila, L., Elusive ditrysian phylogeny: an account of combining systematized morphology with molecular data (Lepidoptera) (PDF), in BMC Evolutionary Biology, vol. 15, n. 1, Londra, BioMed Central, 21 novembre 2015,  p. 260, DOI:10.1186/s12862-015-0520-0, ISSN 1471-2148 (WC · ACNP), LCCN 2002243069, OCLC 944275977, PMID 26589618. URL consultato il 4 maggio 2019 (archiviato dall'url originale il 18 agosto 2017).
- (EN) Heppner, J. B., Faunal Regions and the Diversity of Lepidoptera (abstract), in Tropical Lepidoptera, vol. 2, Suppl. 1, Gainesville, FL, Association for Tropical Lepidoptera, 1991,  p. 85, ISSN 1048-8138 (WC · ACNP), LCCN 91641730, OCLC 25170208.
- (EN) Krenn, H. W., Feeding mechanisms of adult Lepidoptera: structure, function, and evolution of the mouthparts (abstract), in Annual Review of Entomology, vol. 55, Palo Alto, California, Annual Reviews, gennaio 2010,  pp. 307-327, DOI:10.1146/annurev-ento-112408-085338, ISSN 0066-4170 (WC · ACNP), LCCN a56005750, OCLC 475678309, PMID 19961330.
- (EN) Kristensen, N. P., The Morphological and Functional Evolution of the Mouthparts in Adult Lepidoptera (abstract), in Opuscula Entomologica, vol. 33, Lund, Entomologiska sällskapet, 1968,  pp. 69-72, ISSN 0375-0205 (WC · ACNP), LCCN 70020995, OCLC 1761351.
- (EN) Kristensen, N. P., Scoble, M. J. & Karsholt, O., Lepidoptera phylogeny and systematics: the state of inventorying moth and butterfly diversity (PDF), in Zootaxa, vol. 1668, Auckland, Nuova Zelanda, Magnolia Press, 21 dicembre 2007,  pp. 699-747, ISSN 1175-5326 (WC · ACNP), OCLC 838570989.
- (RU) Kuznetzov, V. I. & Stekolnikov, A. A., Functional morphology of the male genitalia of the Pyraloidea of the Palaearctic fauna, in Trudy Zool. Inst. Acad Sci. USSR, vol. 83, 1979,  pp. 46-96.
- (EN) Meyrick, E., On the classification of the Australian Pyralidina (PDF), in Transactions of the Entomological Society of London, vol. 1885, Londra, Entomological Society of London, 1885,  pp. 421-456, ISSN 0035-8894 (WC · ACNP), LCCN sn88024445, OCLC 2334186.
- (EN) Meyrick, E., On Pyralidina from Australia and the South Pacific (PDF), in Transactions of the Entomological Society of London, vol. 1887, Londra, Entomological Society of London, 1887,  pp. 185-268, ISSN 0035-8894 (WC · ACNP), LCCN sn88024445, OCLC 2334186.
- (FR) Minet, J., Étude morphologique et phylogénétique des organes tympaniques des Pyraloidea. 1. Généralités et homologies. (Lep. Glossata), in Annales Société Entomologique de France, vol. 19, Parigi, La Société Abingdon Oxon, 1983,  pp. 175-207, ISSN 0037-9271 (WC · ACNP), LCCN 2012200144, OCLC 85447298.
- (EN) Minet, J., Tentative reconstruction of the ditrysian phylogeny (Lepidoptera: Glossata) (abstract), in Entomologica scandinavica, vol. 22, n. 1, Stenstrup, Danimarca, Apollo Books, 1991,  pp. 69-95, DOI:10.1163/187631291X00327, ISSN 1399-560X (WC · ACNP), LCCN 70020995, OCLC 5672447005.
- (EN) Mosher E., A Classification of the Lepidoptera Based on Characters of the Pupa, in Bulletin of the Illinois State Laboratory of Natural History, vol. 1912, n. 2, Urbana, Illinois, Illinois State Laboratory of Natural History, marzo 1916,  p. 62, DOI:10.5962/bhl.title.70830, ISSN 0073-5272 (WC · ACNP), LCCN 16027309, OCLC 2295354.
- (EN) Mutuura, A., Morphology of the Female Terminalia in Lepidoptera, and Its Taxonomic Significance (abstract), in Canadian Entomologist, vol. 104, n. 7, Ottawa, Entomological Society of Canada, 31 luglio 1972,  pp. 1055-1071, DOI:10.4039/Ent1041055-7, ISSN 0008-347X (WC · ACNP), LCCN agr38000066, OCLC 4662161307.
- (EN) van Nieukerken, E. J., Kaila, L., Kitching, I. J., Kristensen, N. P., Lees, D. C., Minet, J., Mitter, C., Mutanen, M., Regier, J. C., Simonsen, T. J., Wahlberg, N., Yen, S.-H., Zahiri, R., Adamski, D., Baixeras, J., Bartsch, D., Bengtsson, B. Å., Brown, J. W., Bucheli, S. R., Davis, D. R., De Prins, J., De Prins, W., Epstein, M. E., Gentili-Poole, P., Gielis, C., Hättenschwiler, P., Hausmann, A., Holloway, J. D., Kallies, A., Karsholt, O., Kawahara, A. Y., Koster, S. (J. C.), Kozlov, M. V., Lafontaine, J. D., Lamas, G., Landry, J.-F., Lee, S., Nuss, M., Park, K.-T., Penz, C., Rota, J., Schintlmeister, A., Schmidt, B. C., Sohn, J.-C., Solis, M. A., Tarmann, G. M., Warren, A. D., Weller, S., Yakovlev, R. V., Zolotuhin, V. V., Zwick, A., Order Lepidoptera Linnaeus, 1758. In: Zhang, Z.-Q. (Ed.) Animal biodiversity: An outline of higher-level classification and survey of taxonomic richness (PDF), in Zootaxa, vol. 3148, Auckland, Nuova Zelanda, Magnolia Press, 23 dicembre 2011,  pp. 212-221, ISSN 1175-5334 (WC · ACNP), OCLC 971985940.
- (EN) Philpott, A., The maxillae in the Lepidoptera (PDF), in Transactions of the New Zealand Institute, vol. 57, Wellington, Royal Society of New Zealand, 22 febbraio 1927,  pp. 721-746, ISSN 1176-6158 (WC · ACNP), OCLC 84073801.
- (EN) Pohl, G. R.; Anweiler, G. G.; Schmidt, B. C.; Kondla, N. G., An annotated list of the Lepidoptera of Alberta, Canada (PDF), in ZooKeys, 38 (special issue), Sofia, Bulgaria, Pensoft Publishers, 5 marzo 2010,  pp. 1-549, DOI:10.3897/zookeys.38.383, ISBN 9789546425348, ISSN 1313-2970 (WC · ACNP), OCLC 610829355.
- (EN) Smith, E. L., Evolutionary morphology of external insect genitalia. 1. Origin and relationships to other appendages (PDF), in Annals of the Entomological Society of America, vol. 62, n. 5, College Park, Md., 15 settembre 1969,  pp. 1051-1079, ISSN 0013-8746 (WC · ACNP), LCCN 08018807, OCLC 5722264149 (archiviato dall'url originale il 27 luglio 2018).
- (RU, EN) Stekol'nikov, A. A., Functional Morphology of the Copulatory Apparatus in the Primitive Lepidoptera and General Evolutionary Trends in the Genitalia of the Lepidoptera, in Энтомологическое обозрение (Ėntomologičeskoe obozrenie = Entomological review), vol. 46, n. 3, Leningrado, Наука (Nauka), 1967,  pp. 400-409, ISSN 0367-1445 (WC · ACNP), OCLC 7619241.
- (EN) Turner, A. J., Studies on Australian Lepidoptera (PDF), in Proceedings of the Royal Society of Victoria (new series), vol. 35, Melbourne, Victoria, Royal Society of Victoria, 1922,  pp. 26-62, ISSN 0035-9211 (WC · ACNP), LCCN 17028024, OCLC 1764622.
- (EN) Walsingham, T., Characters of two new genera of Pterophoridæ from specimens in the British Museum (PDF), in The Entomologist's monthly magazine, vol. 21, Oxford, Entomologist's Monthly Magazine Ltd., gennaio 1885,  pp. 175-176, ISSN 0013-8908 (WC · ACNP), LCCN 06002228, OCLC 1568052.
- (EN) Wiegmann, B. M., Mitter, C., Regier, J. C., Friedlander, T. P., Wagner, D. M. & Nielsen, E. S., Nuclear genes resolve Mesozoic-aged divergences in the insect order Lepidoptera (abstract), in Molecular Phylogenetics and Evolution, vol. 15, n. 2, Orlando, FL, Academic Press, maggio 2000,  pp. 242-259, DOI:10.1006/mpev.1999.0746, ISSN 1095-9513 (WC · ACNP), LCCN 93648932, OCLC 36950039, PMID 10837154.
- (RU) Zagulajev, A. K., New and little known species of moths (Lepidoptera: Psychidae, Tineidae, Pterophoridae, Alucitidae) of the fauna of Russia and neighbouring territories, in Entomologicheskoe obozrenie, vol. 75, n. 1, San Pietroburgo, Leningrad Nauka, 1996,  pp. 117-131, ISSN 0367-1445 (WC · ACNP), LCCN 54045655, OCLC 2446733.

### Testi
- (EN) Ax, P., The Phylogenetic System of the Metazoa, collana Multicellular Animals, Kinsey, S. (traduttore), Volume II, Berlino, Heidelberg, New York, Springer-Verlag, 2000,  pp. XXIV, 396, DOI:10.1007/978-3-662-10396-8, ISBN 9783540674061, LCCN 96015839, OCLC 851367457.
- (FR) Boisduval, J.-B. A. D. et Guenée, A., Histoire naturelle des insectes. Spécies général des lépidoptères (PDF), Volume 9 [t. 8], Parigi, Roret, 1854,  p. 448, DOI:10.5962/bhl.title.9194, ISBN non esistente, LCCN agr03000771, OCLC 5505272.
- (EN) Capinera, J. L. (Ed.), Encyclopedia of Entomology, 4 voll., 2nd Ed., Dordrecht, Springer Science+Business Media B.V., 2008,  pp. lxiii + 4346, ISBN 978-1-4020-6242-1, LCCN 2008930112, OCLC 837039413.
- (EN) Chapman, R. F., The insects: structure and function, 4ª edizione, Cambridge, Cambridge University Press, 1998,  pp. xvii, 770, ISBN 0-521-57048-4, LCCN 97035219, OCLC 37682660.
- (EN) Common, I. F. B., Moths of Australia, Slater, E. (fotografie), Carlton, Victoria, Melbourne University Press, 1990,  pp. vi, 535, 32 con tavv. a colori, ISBN 9780522843262, LCCN 89048654, OCLC 220444217.
- (EN) Ferholm, B.; Bremer, K. and Jornvall, H. (Eds), The hierarchy of life: molecules and morphology in phylogenetic analysis: proceedings from Nobel Symposium 70 held at Alfred Nobel's Björkborn, Karlskoga, Sweden, August 29-September 2, 1988, collana International congress series, no. 824, Amsterdam/New York, Elsevier, 1989,  pp. xiii, 499, ISBN 9780444810731, LCCN 89001132, OCLC 19129518.
- (EN) Fletcher, T. B., Life-histories of Indian Microlepidoptera : Alucitidae (Pterophoridae), Tortricina and Gelechiadae, Nagpur, Dattsons, 1992,  p. 58, ISBN 9788171920099, OCLC 71656189.
- (EN) Gielis, C., World catalogue of insects, Vol. 4: Pterophoroidea & Alucitoidea (Lepidoptera), Stenstrup, Danimarca, Apollo Books, 2003  [1998],  p. 198, ISBN 9788788757682, LCCN 2006356329, OCLC 51968033.
- (FR) Grassé, P.-P. (a cura di), Traité de Zoologie, fascicolo 10, Parigi, Masson, 1951,  pp. 174-448 + pls. 1-3, ISBN non esistente, LCCN 49002833, OCLC 11807259.
- (EN) Grimaldi, D. A.; Engel, M. S., Evolution of the insects, Cambridge [U.K.]; New York, Cambridge University Press, maggio 2005,  pp. xv + 755, ISBN 978-0-521-82149-0, LCCN 2004054605, OCLC 56057971.
- (EN) Hennig, W., Phylogenetic Systematics, Urbana, Illinois, University of Illinois Press, 1966,  pp. XIII, 263, DOI:10.1002/mmnd.19820290131, ISBN 9780252068140, LCCN 78031969, OCLC 744772.
- (JA) Inoue, H., Check list of the Lepidoptera of Japan - Part 2: Alucitidae - Epicopeidae, Tokyo, Rikusuisha, 1955,  pp. 113-217, ISBN non esistente, OCLC 770706878.
- (EN) Kristensen, N. P. (Ed.), Handbuch der Zoologie / Handbook of Zoology, Band 4: Arthropoda - 2. Hälfte: Insecta - Lepidoptera, moths and butterflies, Kükenthal, W. (Ed.), Fischer, M. (Scientific Ed.), Teilband/Part 35: Volume 1: Evolution, systematics, and biogeography, ristampa 2013, Berlino, New York, Walter de Gruyter, 1999  [1998],  pp. x, 491, ISBN 978-3-11-015704-8, OCLC 174380917.
- (EN) Mackerras, L. M. (Ed.), The Insects of Australia. A Textbook for Students and Research Workers, Melbourne, Melbourne University Press, luglio 1970,  pp. xiii 1029, ISBN 9780522838374, LCCN 70461097, OCLC 68933.
- (EN) Meyrick, E., Exotic microlepidoptera (PDF), vol. 3, 2ª edizione, Hampton (Middx.), E. W. Classey Ltd., 1929,  p. 640, DOI:10.5962/bhl.title.57905, ISBN 9780900848018, LCCN 73420356, OCLC 28824.
- (EN) Parker, S. B. (Ed.), Synopsis and classification of living organisms, vol. 2, New York, McGraw-Hill, 1982,  p. 1119, ISBN 9780070790315, LCCN 81013653, OCLC 7732464.
- (EN) Scoble, M. J., The Lepidoptera: Form, Function and Diversity, seconda edizione, London, Oxford University Press & Natural History Museum, 2011  [1992],  pp. xi, 404, ISBN 978-0-19-854952-9, LCCN 92004297, OCLC 25282932.
- (EN) Stehr, F. W. (Ed.), Immature Insects, 2 volumi, seconda edizione, Dubuque, Iowa, Kendall/Hunt Pub. Co., 1991  [1987],  pp. ix, 754, ISBN 9780840337023, LCCN 85081922, OCLC 13784377.